# Hayter
Hayter es una aldea en el centro de Alberta, Canadá, dentro del Distrito Municipal de Provost No. 52. Se encuentra a 0,6 kilómetros sur de la autopista 13, aproximadamente 103 kilómetros sur de Lloydminster . Fue fundado en 1909 y lleva el nombre del presidente de CP Hotels .

## Demografía
Como lugar designado en el Censo de Población de 2016 realizado por Statistics Canada, Hayter registró una población de 89 habitantes viviendo en 36 de sus 47 viviendas privadas totales, un cambio de -13,6% con respecto a su población de 2011 de 103. Con un área de terreno de 0,7 km² (0,3 mi²), tenía una densidad de población de 127,1/km en 2016.
Como lugar designado en el censo de 2011, Hayter tenía una población de 103 habitantes viviendo en 37 de sus 44 viviendas totales, un cambio de -22,6% con respecto a su población de 2006 de 133. Con una superficie de terreno de 0,66 km² (0,3 mi²), tenía una densidad de población de 156,1/km en 2011.